# Aeolus dorsalis
Aeolus dorsalis es una especie de coleóptero de la familia Elateridae. El nombre científico de la especie fue publicado válidamente por primera vez en 1823 por Say.